# Svetlana

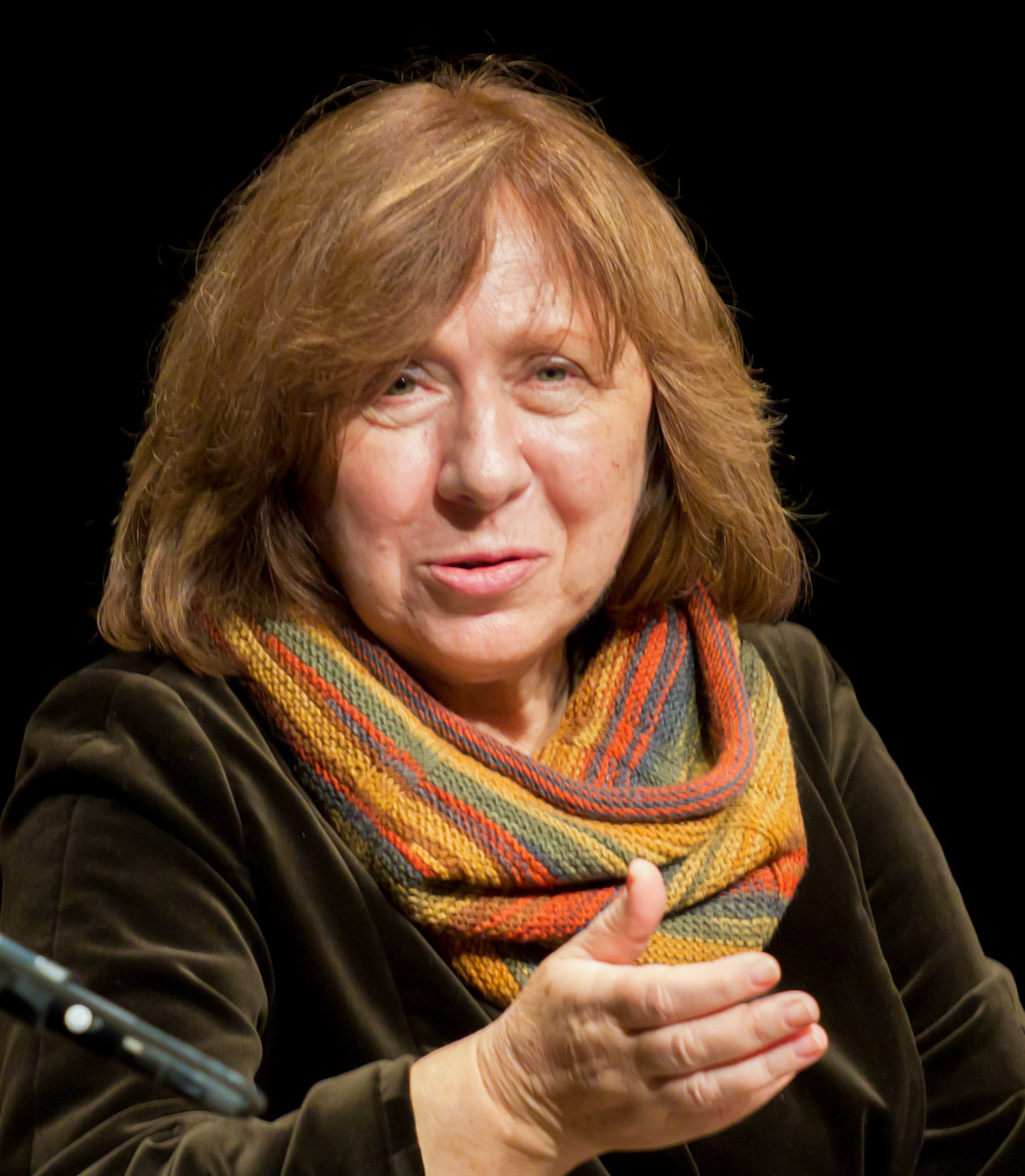
Svetlana Aleksijevitj, 2013.

Svetlana är ett ryskt kvinnonamn som är vanligt i Ryssland och på Balkan. Namnet betyder "LJUS". 
I Sverige finns 1055 kvinnor som har namnet Svetlana. Av dessa har 961 namnet Svetlana som tilltalsnamn/förstanamn (2011).
Saknar namnsdag i Sverige.

## Personer med namnet Svetlana
- Svetlana Aleksijevitj
- Svetlana Allilujeva
- Svetlana Feofanova
- Svetlana Kuznetsova
- Svetlana Ražnatović (Ceca)

## Pseudonymer
- Svetlana Ambrosius är en pseudonym använd av Günter Schulz